# Jules Héreau
Jules Héreau, né le 29 août 1829 à Paris et mort dans cette ville le 26 juin 1879, est un peintre, dessinateur et graveur français.

## Biographie

### Jeunesse et formation
Jules Edmond Héreau naît dans l'ancien 12e arrondissement de Paris le 29 août 1829, et est le fils de Edme-Joachim Héreau (d) (1791-1836), qui fut le directeur du Bulletin universel des sciences et secrétaire-général de la Revue encyclopédique, et de Julie Louis.
En 1853, il est élève à l'école des beaux-arts de Paris en section architecture puis se destine à la peinture.

### Carrière
Vers 1854, il fréquente un groupe de peintres — dont Jean-François Millet — qui se retrouvent à Barbizon, sous la direction de Charles Jacque et se réunissent à l'auberge du père Gaune.
À la fin de 1857, le dramaturge Eugène Scribe lui commande six panneaux peints muraux retraçant sa vie afin de les placer dans l’hôtel particulier qu’il vient de faire construire rue Pigalle,. Ces panneaux sont actuellement exposés au château de Compiègne.
Sous le Second Empire, il est, avec Maxime Lalanne et Martial Potemont considéré comme « au premier rang des aquafortistes » : il exécute entre autres une série de onze eaux-fortes pour Alfred Cadart, gérant de la Société des aquafortistes.
Il est médaillé au Salon en 1863 et 1868, où il avait commencé d'exposer dès 1855. 
En 1868, Philippe Burty le requiert pour une gravure originale afin d'illustrer le recueil Sonnets et eaux-fortes ; il est proche de l'éditeur Alfred Cadart pour qui il produit pour L'Illustration nouvelle et L'Eau-forte en...,.
Lors des événements de la Commune de Paris, il s'engage du côté de la révolution. Il est élu à la commission administrative de la Fédération des artistes créée par Courbet. Il y participe activement. Le 17 mai il est nommé par la Commune administrateur adjoint des musées du Louvre. C'est à ce titre qu' il prend la tête d'une délégation de peintres et entreprend de sauver le Louvre d'une mise à sac pendant la Semaine sanglante ; plus tard, Maxime du Camp l'accusera d'avoir voulu y mettre le feu ; cette polémique fera du tort à Héreau. Il est arrêté en avril 1874 et passe devant le 4e conseil de guerre le 4 mai 1874. Il est condamné à six mois de prison pour "usurpation de fonctions". Mais, à la suite d'une pétition signée par de nombreux artistes, il est libéré le 8 août 1874 (Le Rappel, 9 août 1874).
Dans les années 1872-1875, il part peindre en Angleterre et aux Pays-Bas des vues urbaines très originales : une vente de ses toiles est organisée par la galerie Durand-Ruel en avril 1876, présentée par Ernest d'Hervilly.

### Mort accidentelle
Jules Héreau meurt dans le 17e arrondissement de Paris le 26 juin 1879, victime d'un accident à bord d'un train à impériale, passant à l'époque sous la place de l'Europe, sa tête ayant heurté la paroi du tunnel dit « des Batignolles ». Il était marié à la peintre de fleurs Constance Louise Darru (d), dont il a deux enfants. Une vente de bienfaisance fut organisée en février 1880 à leur profit, sous la direction de la galerie Georges Petit et présentée par Philippe Burty. La presse, dont l'éloge signée Henry Fouquier, souligna la « beauté impressionniste » de ses dernières toiles et la passion qu'il avait pour la nature et les paysages normands.
Il était ami des peintres Feyen-Perrin, Jongkind, Théodule Ribot et Besnus : ce dernier rapporte dans ses souvenirs que Héreau « aimait graver ses planches d'après nature. »
Son atelier parisien se trouvait au no 59 boulevard Rochechouart.

## Œuvres dans les collections publiques
- Amiens, musée de Picardie : L'Approche de l'orage.
- Barbizon, musée départemental de l'École de Barbizon, ancienne auberge du père Ganne : décor de la « salle à manger des officiers »[19].
- Cherbourg, musée Thomas-Henry : 
  - Sur la plage de Villerville ;
  - Rêverie, 1868, eau-forte.
- Compiègne, musée national du château de Compiègne : six panneaux peints pour Eugène Scribe.
- Dijon, musée des beaux-arts : Cour de ferme en Normandie.
- Le Havre, musée d'art moderne André-Malraux : Les Ramasseurs de varech sur la plage de Bretagne, mer descendante.
- Montpellier, musée Fabre : Le Berger et la mer.
- Rouen, musée des beaux-arts : La Ronde du berger.
- Senlis, musée d'art et d'archéologie : Les moutons.

## Galerie

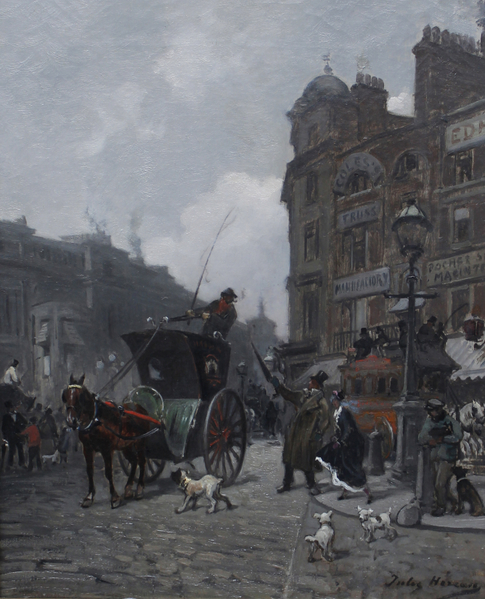
Attribué à Jules Héreau, Scène animée au centre de Londres (vers 1872-1874), localisation inconnue.
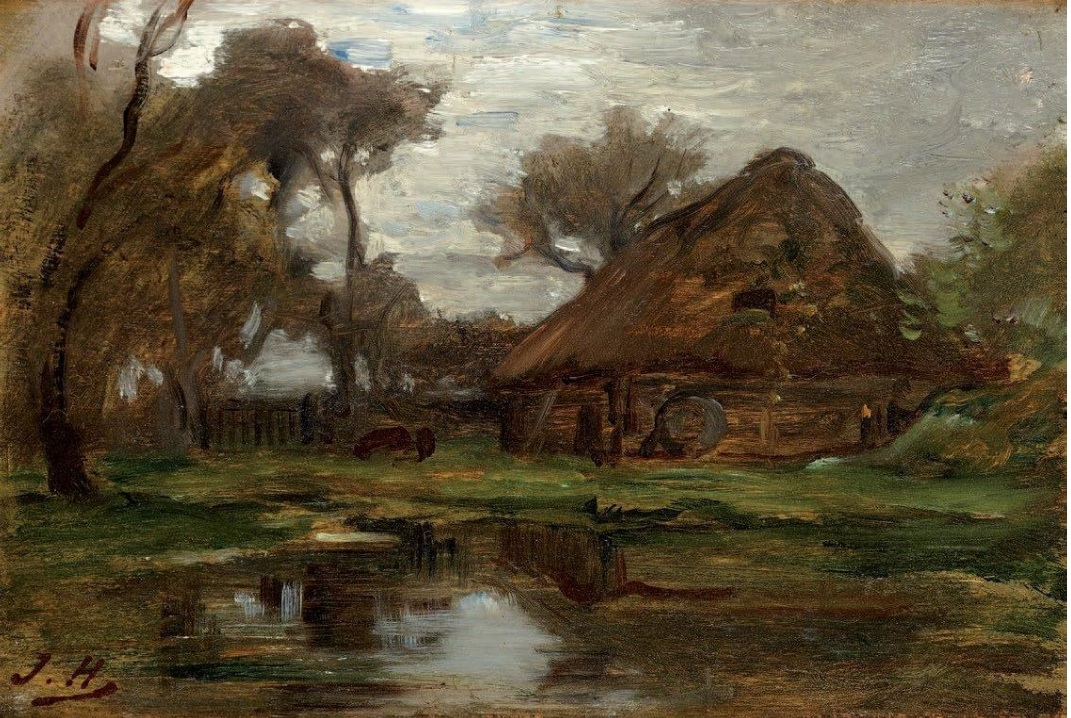
Attribué à Jules Héreau, Ferme normande, huile sur toile, vers 1862, localisation inconnue.
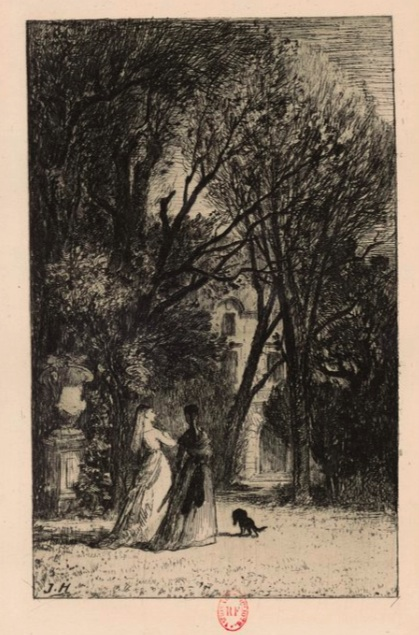
« Rêverie », eau-forte pour un poème de Léon Laurent-Pichat, dans Sonnets et eaux-fortes (1869).